# 1573 Väisälä
1573 Väisälä è un asteroide della fascia principale del diametro medio di circa 9,77 km. Scoperto nel 1949, presenta un'orbita caratterizzata da un semiasse maggiore pari a 2,3700409 au e da un'eccentricità di 0,2317497, inclinata di 24,55592° rispetto all'eclittica.
L'asteroide è dedicato all'astronomo finlandese Yrjö Väisälä, cui è stato dedicato anche 2804 Yrjö.